# Hatice Sultan (dcera Mehmeda IV.)
Hatice Sultan (cca 1660 – 5. července 1743) byla osmanská princezna. Byla dcerou sultána Mehmeda IV. a jeho manželky Gülnuş Sultan. Byla sestrou sultánů Mustafy II. a Ahmeda III.

## Mládí
Hatice Sultan se narodila okolo roku 1660 sultánovi Mehmedovi IV. a jeho konkubíně Gülnuş Sultan. Byla nejstarším dítětem a dcerou svých rodičů. Byla sestrou sultánů Mustafy II. a Ahmeda III. Ve věku 15 let byla provdána za Musahip Mustafu Pašu.

## Manželství
Hatice Sultan byla v roce 1675 provdána za Musahip Mustafu Pašu. Svatba se konala 9. července a následující den byla provdána i její sestra Fatma Sultan za Kara Mustafu Pašu. Téhož dne byli i její bratři Mustafa a Ahmed obřezáni. Oslavy trvaly 20 dní v paláci Edirne. Z věna, které sultán Mehmed své dceři zanechal, byli uchváceni i cestovatelé, kteří kolem Edirne projížděli. Její věno činilo 86 mul, které byly potaženy drahými látkami. Mimoto dostala spoustu koberců, postelí a prostírání. Dále porcelánové a zlaté svícny, perlové boty, bačkory a boty k jezdectví, náramky s drahými kameny, náhrdelníky, dalekohledy vykládané drahými kameny, stolice vykládané perlami a mnoho dalších šperků. Kolik z tohoto manželství vzešlo dětí se přesně neví, zmínky existují jen o Sultanzade Abdullahovi.
Po smrti Musahipa Mustafy v roce 1686 byla svým otcem zasnoubena s Yeğen Osmanem Pašou. Následujícího roku byl však sultán Mehmed sesazen z trůnu a tak se svatba nikdy nekonala. V roce 1691 byla svým strýcem Sulejmanem II. provdána za jeho blízkého přítele Morali Hasana Pašu. Svatba se konala 13. března v paláci Sinana Paši, který se následně stal jejich rezidencí.
Hasan Paša byl poslán do exilu do Izmitu v roce 1704. Hatice se rozhodla odejít spolu s ním. Požádala svého bratra o svolení a žila tam tři roky. V roce 1707 byl Hasan vylán do Egypta a Hatice se vrátila do Istanbulu. Po smrti Hasana v roce 1713 se již nikdy neprovdala.

## Smrt
Hatice Sultan zemřela 5. července 1743 a byla pohřbena v hrobce Turhan Sultan (své babičky) v Nové mešitě.